# Melanotaenia monticola
The mountain rainbowfish (Melanotaenia monticola) là một loài cá thuộc họ Melanotaeniidae. Nó là loài đặc hữu của Papua New Guinea.